# Rimouski-Est
Rimouski-Est est situé dans la région du Bas-Saint-Laurent au Québec (Canada). Cette ancienne municipalité de village a été fusionnée à Rimouski en 2002 et est depuis un district de cette ville. C'est sur le territoire de Rimouski-Est que se trouvent les installations portuaires de la ville de Rimouski.

## Toponymie et géographie
Lors de sa création en 1939, la petite municipalité reprend le nom du premier bureau de poste érigé sur son territoire en 1879 soit de « Rimouski-Rimouski-Est ». La dénomination du village ne reprend donc que sa situation géographique par rapport à la grande ville voisine.
Son territoire est constitué d'un détachement d'une partie de la paroisse de Saint-Germain-de-Rimouski et de la paroisse de Saint-Anaclet-de-Lessard,. Le fleuve Saint-Laurent constitue la limite nord du village et sa limite sud est délimitée par la municipalité de Saint-Anaclet-de-Lessard mais surtout par la présence des terrains de l'aéroport de Rimouski, un petit aéroport construit à la fin des années 1920 pour le service postal,. Sa limite ouest se trouve à la hauteur du site de l'église Sainte-Agnès et sa limite est à la hauteur de la 10e Avenue, où se trouve la maison Lamontagne,. En 1949, le territoire de la ville est amputé des lots 186 à 191 à l'ouest de la rue Léonidas,.

## Démographie
En 2001, la population de Rimouski-Est était de 2 058 habitants selon le recensement de Statistique Canada.

## Histoire

### Les débuts
En juin 1937, les citoyens du village obtiennent la création d'une desserte catholique et l'établissement d'une chapelle temporaire. Le 24 mars 1938, la paroisse Saint-Yves est officiellement érigée en déserte et les registres paroissiaux sont créés,. Le premier prêtre à desservir la paroisse, l'abbé Rosaire Lebrun, supervise dans les mois qui suivent la construction d'une première chapelle dont la bénédiction a lieu le 30 octobre 1938. Quelques mois après la création de la paroisse, le 17 juin 1939, le gouvernement du Québec répond aux demandes de citoyens de la localité et crée de façon officielle le village de Rimouski-Est. Dès le 5 juillet 1939, le village se dote d'un premier conseil municipal en élisant Adhémard Saint-Laurent comme maire et six conseillers municipaux.

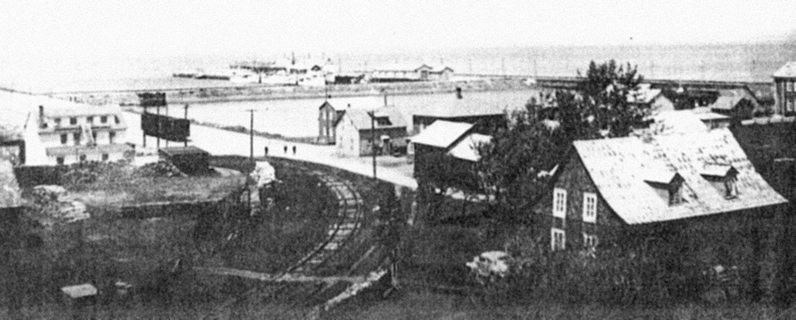
Le quai de Rimouski-Est en 1939.

L'année précédente en 1938, plusieurs des infrastructures de la petite localité sont construites ou améliorées, en particulier avec la construction de la partie ouest du quai de Rimouski. Le quai est alors le centre économique du village. La seule école desservant les résidents et servant aussi de salle du Conseil municipal est située à l'extrémité ouest du village, sur le terrain où sera construite l'église Saint-Yves en 1960.
Lors de sa création, les deux pôles économiques du village étaient l'agriculture et l'activité maritime, le port qui dessert la région de Rimouski étant situé sur le territoire de Rimouski-Est,. Les quelques établissements commerciaux qui existent sont regroupés sur la rue Saint-Germain près du quai. La rue Saint-Germain, voie principale reliant Rimouski à Mont-Joli, est la seule rue du village et est bordée par une soixantaine de maisons. Au-delà de cette première rangée de maison on retrouve vingt-trois terres agricoles. En 1939, la population du village est de 582 résidents. Ceux-ci sont majoritairement agriculteurs ou marins les autres étant soit des débardeurs travaillant au quai pour la Compagnie de transport du Bas-Saint-Laurent spécialisée dans le transport inter-rives,, soit des employés travaillant au séchage de la morue à l'usine de la Canadian Cod Liver Oil située à l'ouest du village.
Pendant les dix premières années d'existence de Rimouski-Est, le Conseil municipal doit composer avec une situation financière difficile, mais malgré tout la population du village atteint 690 personnes en 1941. Le 26 septembre de la même année, la paroisse Saint-Yves obtient son décret d'érection canonique. Le village se dote d'un service de pompier en 1944 et le conseil municipal instaure la taxe foncière comme source de revenu en 1946 en établissant un premier budget au montant de 2 000 dollars canadiens,. Ce premier budget permet à la municipalité d'instaurer un service de déneigement dès l'hiver 1946 et de réaliser l'éclairage de rue sur la route Saint-Germain en 1948. Toujours en 1948, le village effectue ses premiers travaux d'aménagement urbain en construisant une première rue transversale à la rue Saint-Germain, la rue Léonidas, au coût de 11 000 dollars après avoir reçu une subvention de 9 000 dollars du ministère des Transports du Québec,.

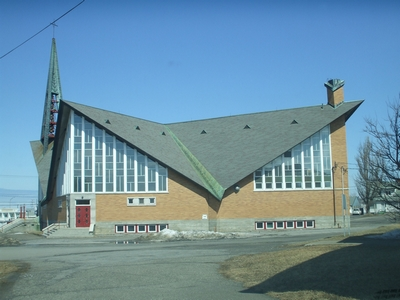
Église Saint-Yves.

En mai 1948, un conflit survient avec Rimouski lorsque cette dernière demande l'annexion de la partie ouest du territoire de Rimouski-Est,. Le conseil municipal de Rimouski-Est s'oppose vivement à cette demande et défend sa position auprès du gouvernement du Québec qui refuse alors la demande de Rimouski,. L'année suivante, la ville de Rimouski dépose une nouvelle requête d'annexion qui cette fois reçoit l'appui des citoyens de Rimouski-Est demeurant sur le territoire visé par demande d'annexion,. Le gouvernement du Québec répond favorablement à cette nouvelle requête et le 10 mars 1949, Rimouski-Est est amputé de 20 % de son territoire situé à l'ouest de l'actuelle rue Léonidas jusqu'à l'église Sainte-Agnès et où se développe la paroisse du même nom,.

### Fusion avec Rimouski

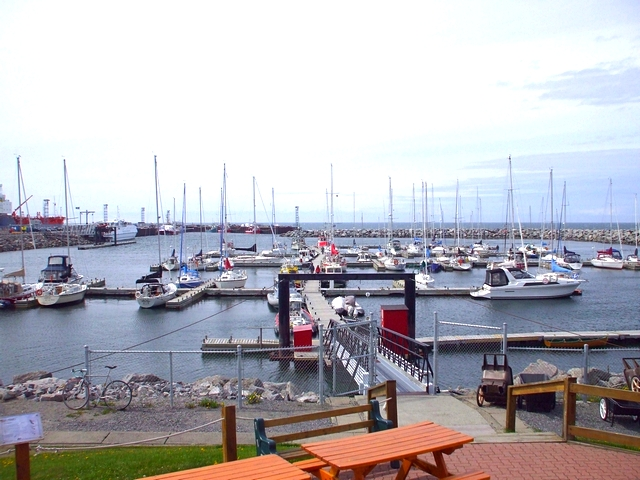
Marina de Rimouski-est en 2009.

Rimouski-Est a été fusionnée à Rimouski dans le cadre des réorganisations municipales québécoises de 2002. À la suite de la fusion avec Rimouski en 2002, Rimouski-Est est devenu l'un des onze districts électoraux représentés au conseil municipal de la ville de Rimouski.